# Минойский язык
Минойский язык — собирательное название, под которым подразумевается несколько существовавших в разные эпохи на о. Крит языков, связанных с минойской цивилизацией.
Надписи (XX—XV в. до н. э., ранне- и среднедворцовый периоды Крита) выполнены различными видами эгейского письма (дешифровано лишь частично). Надёжно истолковано только несколько слов (напр., ku-ro — всё), а также имена и названия городов, имеющие аналоги в позднейших надписях. Сохранилось также несколько критских фраз, записанных египетскими иероглифами.

## Состав
К письменным памятникам «минойского языка» относят:
- язык критских иероглифов (надёжно отождествлены не более 30 знаков, значение остальных дискуссионно)
- язык Фестского диска и секиры из Аркалохори (не дешифрованы)
- язык линейного письма А (дешифровано частично, около 70 знаков надёжно отождествлены со знаками Линейного Б, однако фонетика и орфография, очевидно, базировались на иных принципах, XVIII—XV вв. до н. э.)

Вопрос о единстве языка этих письменностей остаётся открытым ввиду того, что дешифровка не завершена, морфология и фонетика реконструируются с трудом, что затрудняет какие-либо параллели.
К косвенным свидетельствам минойского языка также относят:
- «миноизмы» (глоссы и лигатуры) в текстах на греческом языке Линейного письма Б (XV—XII вв. до н. э.)
- догреческий субстрат — лексика неизвестного происхождения, представленная в греческом языке глоссами и ономастикой; остаётся открытым вопрос о единстве данного субстрата (его принадлежность одному или нескольким языкам)
- краткие тексты (медицинские заклинания) народа kftw (Кефтиу) в записи египетскими иероглифами

Спорным является вопрос о родстве с языками Крита языка кипро-минойского письма о. Кипр. Хотя письмо связано происхождением с Критом, значительные культурные различия между Критом и Кипром бронзового века говорят скорее о заимствовании письма, чем об экспансии носителей языка.
К VII—III вв. до н. э. относятся памятники этеокритского языка — записанные греческим алфавитом на неизвестном языке краткие тексты о. Крит. Предполагается, что этеокритский язык был продолжением минойского.

## Фрагментарные и субстратные свидетельства

### Минойские тексты в записи египетскими иероглифами
Фрагмент из Лондонского медицинского папируса (обнаружен в 1912 г.) представляет собой заклинание от болезни:
w-b(?)-q-i(?) (детерминатив «болезнь») s3-t (детерминатив «хлеб»?) s3-b-w-j-73-jj-d3-3 (детерминатив «ходить») hw-m-c-k3-3-t-w (детерминатив «человек») r-t3-jj ntr p3-3 wr ‘a-m-c-j-3 ntr.
Благодаря детерминативам и египетским комментариям текст относительно понятен. Можно идентифицировать два имени минойских богов или богинь: ra-za-ja и a-me-ja (второе имя засвидетельствовано в текстах Линейного Б; первому, возможно, соответствует ria-ta из текстов Линейного Б).
Слово s3-t, если оно означает «хлеб», имеет параллель в греческом языке: sitos. Кроме того, от этого же слова, по-видимому, происходит слоговой знак Линейного письма А и Б со значением si.

### «Кидонский язык»
В составе населения Крита Гомер выделял кидонов, отличных от прочего населения. К. Витчак выделил среди критских глосс 6, относящихся только к Кидонии (названия животных и птиц), и предложил для них индоевропейские этимологии. По его мнению, кидонский язык был близок к анатолийским, однако его точку зрения не поддержал ни один из анатолистов.

### Этеокритский язык
На востоке Крита обнаружено несколько надписей позднеантичного периода, выполненных греческим письмом на неизвестном языке, условно названном «этеокритским» (исконным критским), поскольку в этих местах, согласно античному преданию, жили потомки минойцев. Крайняя краткость надписей не позволяет как-либо их интерпретировать, за исключением слов, обозначающих «коза» и «козий сыр» (последний, видимо, входил в состав жертвоприношения); прямых лексических совпадений с материалом минойского языка не обнаружено.

## Язык Линейного письма А
Основной массив данных по минойскому языку представлен надписями Линейным письмом А с о. Крит и прилегающих островов; некоторые надписи обнаружены также в материковой Греции и в Леванте.

### Фонетика
Обо многих особенностях критского правописания мы можем косвенно судить по надписям Линейным письмом Б на греческом языке. Поскольку этим надписям был свойственен ряд характеристик, совершенно чуждых греческому языку, можно предположить, что они были свойственны минойскому языку, для которого критское письмо и было создано. Большая часть знаков Линейного Б имеет прямые аналоги в Линейном А, однако открытым остаётся вопрос, насколько совпадало их произношение, поскольку языки этих письменностей были разными.

#### Гласные
В линейном Б различались следующие гласные: A, E, I, O, U. Ряд слогов оканчивался на огубленные или йотированные гласные (nwa, twa, two, dwa, dwe, dwo, swa, tya, rya, ryo). По мнению Бекеса, все согласные догреческого субстрата противопоставлялись по трём рядам — простые, огубленные, йотированные, однако комбинации двух последних с гласными могли быть переосмыслены в греческом языке. Крайняя редкость употребления в Линейном А слоговых знаков, которым в Линейном Б соответствуют слоги с гласной «о», заставляет предположить, что эта гласная в минойском языке отсутствовала, а знаки будущей серии «о» произносились как-то иначе.
В ряде случаев (по-видимому, в безударных позициях) чередовались гласные E/I или E/A.

#### Согласные
В критском письме не различались звонкие и глухие согласные, а также R/L. Этот феномен может быть истолкован двояко:
- в минойском языке эти звуки действительно не различались (однако эти звуки последовательно различаются как в греческих глоссах критского происхождения, так и в этеокритских надписях греческим письмом).
- такая характеристика письма отражает чередование звонких и глухих согласных в корне слова при словоизменении, либо эти звуки различались в минойском языке позиционно, то есть в зависимости от их положения в слове и соседства с другими фонемами.

В линейном письме Б различались следующие ряды начальных согласных для слоговых знаков: D (звук, средний между D и L), J, K/G, L/R, M, N, P/B/F, Q/P, S, T, W, Z (обозначение условное — в греческом языке этот звук передавался то как z, то как k). Слоговые знаки представляли собой открытые слоги: A, JA, KA и т. д. Знаков для JI, WU, QU не существовало. Кроме того, существовали немногочисленные слоги с дифтонгами: TYA, RYA, SWA.
Предполагается, что те же ряды согласных существовали и в Линейном письме А, и в «иероглифическом письме», однако при заимствовании из Линейного А в Линейное Б минойские слова могли претерпевать деформацию.
Несмотря на открыто-слоговой характер письма, закрытые слоги существовали (что подтверждают также позднейшие надписи греческим алфавитом); для передачи закрытого слога на письме к согласной добавлялась гласная последующего (при отсутствии последующего — предыдущего) слога. Из-за этого возникали различные варианты написания одного и того же слова: QA-RA-WA и QE-RA-U.
Согласные R, L, M, N, S на конце закрытых слогов на письме опускались.

### Морфология
Восстанавливается с большим трудом из-за характера текстов (тексты критским письмом — в основном учётно-хозяйственного характера, со стандартными формулировками).
Префиксация нехарактерна: с относительной уверенностью разные исследователи отмечали лишь префикс i перед основами на согласный или аналогичный j- перед основами на гласный, однако его интерпретация различается: артикль согласно А. Зеке, датив согласно Дж. Факкетти и М. Негри.
Засвидетельствованы суффиксы с неясной функцией: -si, -se, -ti, -tia (ср.: напр., di-di-ka-se и di-di-ka-ti, ki-ri-si и ki-ri-tia).
Также засвидетельствовано чередование -me/ma-na, ma/mi-na (ср. a/ja-sa-sa-ra-me и ja-sa-sa-ra-ma-na, или i-pi-na-ma и i-pi-na-mi-na).
Одна из характерных особенностей минойского языка — редупликация слогов в корнях отдельных слов (встречается как в надписях Линейным А, так и в более ранних иероглифических надписях). Аналогичное явление было свойственно досемитским «прототигридским языкам» древнего Междуречья. В этеокритских текстах данный феномен отсутствует.

### Синтаксис
Сопоставляя «формулу возлияния», часто повторяющуюся с незначительными вариациями в текстах Линейного А и даже иероглифов, с минойскими заклинаниями из египетских текстов, Роз Томас пришла к выводу о том, что порядок слов в минойском языке был VSO, а также предложила гипотезы о функциях ряда минойских аффиксов (в частности, о суффисках единственного и множественного числа глагольных форм по их комбинации с одним или несколькими подлежащими). Она также высказала гипотезу о тенденции минойского глагола к полисинтетизму (наращиванию цепочки аффиксов с различными функциями), что было характерно и для ряда реликтовых языков Ближнего Востока и Анатолии (шумерского, эламского, хуррито-урартских, хаттского). Независимо от неё, Петер Схрейвер также предположил, что минойский язык имел тенденцию к полисинтетизму, и указал на параллели с подобным явлением в хаттском и шумерском языках.

### Орфография
Тексты Линейного письма Б, записанные на греческом языке, позволяют восстановить ряд особенностей минойского языка — это правила орфографии, чуждые греческому языку. В частности, конечные согласные закрытых слогов r, l, m, n, s, а также конечная i в дифтонгах на письме опускались (например, слово a-me-no могло читаться как Armenos, Asmenos, Ameinon). Убедительных объяснений этого явления лингвистами пока не представлено; возможно, в догреческой критской письменности эти звуки соответствовали часто употребляемым минойским флексиям и/или артиклям, наличие которых было очевидно из контекста или, напротив, несущественно. В этом свете следует обратить внимание на то, что в памятниках Линейного письма Б (на греческом языке) очень хорошо выделяются парадигмы склонения существительных, в текстах же Линейного А такие парадигмы пока малочисленны и являются дискуссионными; немногочисленные выявленные морфемы могут быть объяснены и как словоизменительные, и как словообразовательные.

### Лексика
Слова из надписей Линейным письмом А, идентифицированные с относительно высокой степенью надёжности:

#### Личные имена
Значительное количество имён встречается как в текстах Линейным А, так и Линейным Б — различаются только окончания (напр., A-RA-NA-RE Лин. А и A-RA-NA-RO Лин. Б).

#### Теонимы (имена богов)
Предпололжительно засвидетельствованы как группы знаков на резных печатях рядом с фигурами, а также на табличках Линейного письма А с приношениями.
- PA-DE : теоним, встречается также в надписях Линейным письмом Б как pa-de / pa-ze.

#### Топонимы
Идентификация топонимов предлагалась в работах разных исследователей; ниже приведена выдержка из сводного списка Дж. Янгера:
- KA-NU-TI или KU-NI-SI: названия из перечней городов, которые разные исследователи пытались отождествить с Кноссом (в надписях Линейным Б называется иначе, ko-no-so).
- KU-*79-NI (HT 13, HT 85a), KA-U-*79-NI: вероятно, Кидония, в надписях Линейным Б — ku-do-ni-ja.
- PA-I-TO : топоним, Фест. То же слово встречается в надписях Линейным письмом Б.
- SE-TO-I-JA : топоним, Сития, встречающийся также в надписях Линейным Б.
- SU-KI-RI-TA : топоним (Сукрита), упоминается также в надписях Линейным Б, позднее Сиврита.
- SU-KI-RI-TE-I-JA : вероятно, прилагательное «сукритский».[7]

#### Растения
- RU+JA (лигатура двух слоговых знаков): гранат, ср. др.-греч. ῥοιά, rhoiá (?).

#### Товары
- MA+RU (лигатура двух слоговых знаков): шерсть, ср. др.-греч. μαλλός. Лигатура используется как в Линейном А, так и в Линейном Б — вероятно, греческое слово является заимствованием из минойского. Предполагается связь с шумерским bar-lu шерстяная пряжа лучшего качества.

#### Разное
- KU-RO : всё, всего (< праиндоевроп. *kwol- или семит. *kul? или этр. churu?), в иероглифических текстах NA-RO.
- KI-RO : недостача, долг (?), в иероглифических текстах KI-RU.
- PO-TO-KU-RO : общий (?) итог.

## Гипотезы о генетических связях

### Греческая гипотеза
В. Георгиев (1958) предлагал считать часть надписей Линейным письмом А выполненными на диалекте древнегреческого языка, отличном от диалекта, на котором выполнены надписи Линейным письмом Б. Гипотеза Георгиева была отвергнута как бессистемная. Позднее Георгиев пересмотрел свои взгляды, отнеся минойский язык к хетто-лувийским.

### Анатолийская гипотеза
Гипотеза о хетто-лувийском происхождении минойского языка была чрезвычайно популярна на рубеже 1950—1960-х гг.; её выдвинули независимо друг от друга С. Дэвис, Л. Палмер и ряд других исследователей. Несмотря на это, данная гипотеза со временем растеряла почти всех последователей. Причиной является не только отсутствие аналогий между минойской и хетто-лувийской морфологией (работы 1950—1960-х гг. игнорировали морфологию и основывались на предполагаемых лексических совпадениях), но и явное отсутствие прямых контактов между хетто-лувийской и критской цивилизациями (ранее считалось, что Крит не упоминался в хеттских источниках; позднее была выдвинута гипотеза, что хеттский термин «Аххиява» изначально означал Крит и лишь позднее распространился на всю Микенскую цивилизацию). Кроме того, реконструируемая география прихода хетто-лувийских народов в Анатолию, хотя и является предметом дискуссий, но никем из исследователей не связывается с Критом.
В. Георгиев, в 1950-е пытавшийся обнаружить в надписях Линейного А греческий язык, в 1970-е гг. предложил дешифровку Фестского диска на лувийском языке, которая была встречена с большим скептицизмом.
Маргалит Финкельберг (опираясь на более ранние работы Александра Учителя) утверждает, что минойский язык мог быть анатолийским, на основании ряда факторов, в частности::
- сходный набор гласных (a, e, i, u; крайне редкой является о)
- наличие «вводной частицы предложения» после первого слова.
- исторические свидетельства о происхождении термилов (ликийцев) с о. Крит.

### Семитская гипотеза
До настоящего времени пользуется популярностью гипотеза о семитском происхождении минойцев: её сторонниками были С. Гордон, Я. Бест, Ф. Ваудхайзен и др. Стимулом для сторонников «семитской гипотезы» является сходство минойского слова ku-ro («всё, итог») с семитским корнем kol, kul с тем же значением (при этом формула po-to ku-ro, «общий итог», не имеет убедительного семитского толкования). Тем не менее, не только морфология минойского языка отличается от семитской, но и сам открыто-слоговой характер минойского письма вступает в противоречие с семитской морфологией, в которой корень образуют согласные, а гласные в корне меняются при словообразовании и — реже — словоизменении.

### Неизвестный палеоевропейский язык
Советские исследователи на ряде конференций осторожно высказывались о возможной связи минойцев с носителями гуанчских языков афразийской семьи (Канарские острова) или «банановых языков» (гипотетическое дошумерское население Месопотамии). Данные гипотезы являются весьма шаткими и основаны лишь на отдалённом сходстве базовых принципов морфологии указанных языков: открыто-слоговая структура, редупликация слогов; тем не менее, эти весьма характерные для минойского языка черты, по-видимому, отсутствовали в других языках Средиземноморского региона в период его существования. Малое количество данных о гуанчских и «банановых» языках означают невозможность проверки данной гипотезы.

### Неизвестный ближневосточный язык
Петер Схрейвер предположил, что минойский язык имел тенденцию к полисинтетизму, и указал на параллели с подобным явлением в хаттском и шумерском языках. По его мнению, минойский язык мог быть привнесён на Крит из региона, где существовал ряд неклассифицированных языков с подобной тенденцией (т.е. из Анатолии, с возможной связью с Ближним Востоком).

### Кавказские языки
Дж. Бенгтсон и К. Лешбер сопоставили ряд минойских слов с реконструируемыми для кавказских языков. Макрореконструкции Бенгтсона, однако, критически оцениваются другими лингвистами.